# Diploprion bifasciatum
Diploprion bifasciatum · Diploprion à deux bandes
Espèce
Diploprion bifasciatum, communément nommé Diploprion à deux bandes, est une espèce de poisson marin de la famille des Serranidae.
Le Diploprion à deux bandes est présent dans les eaux tropicales de l'Indo-Ouest Pacifique.
Sa taille maximale est de 25 cm.
Sa livrée est jaune pale à brillant avec une bande noire verticale qui lui barre la tête ainsi qu'une seconde bande noire plus large au centre du corps. Il existe une variante dans la livrée avec un corps entièrement sombre et les nageoires postérieures jaunes.
La peau de ce poisson produit un mucus toxique. Ce mucus au goût amer mousse comme du savon quand on le frotte, ce qui lui donne le surnom de « savonnier » ou de « savon » à la Martinique (Soapfish en anglais). Ce mucus est une défense face aux prédateurs qui recrachent ce poisson à cause de son mauvais goût.